# Kari Henneseid Eie
Kari Henneseid Eie (ur. 2 lipca 1982 w Porsgrunn) – norweska biathlonistka. Zadebiutowała w biathlonie w rozgrywkach juniorskich w roku 1999.
Starty w Pucharze Świata rozpoczęła zawodami w Oberhofie w roku 2005 zajmując 63. miejsce w sprincie. Jej najlepszy dotychczasowy wynik w Pucharze świata to 28. miejsce w biegu indywidualnym w Östersund w sezonie 2006/07.
Na Mistrzostwach Europy w roku 2006 w Langdorf-Arbersee zajęła 56. miejsce w sprincie, 29 w biegu pościgowym i 11 w sztafecie. Na Mistrzostwach Europy w roku 2007 w Bansko zajęła 18. miejsce w biegu indywidualnym, 5 w sprincie, 9 w biegu pościgowym oraz 9 w sztafecie.
Dwukrotna medalistka: złoto w drużynowym biegu patrolowym na 15 km oraz brąz w biatlonie - sprint drużynowo (7,5 km) na Zimowych igrzyskach wojskowych w Dolinie Aosty (2010).

## Osiągnięcia

### Mistrzostwa Europy
| 2006 Langdorf-Arberse (Niemcy) | 56. miejsce (SP), 29. miejsce (PU), 11. miejsce (RL)                |
| 2007 Bansko (Bułgaria)         | 18. miejsce (IN), 5. miejsce (SP), 9. miejsce (PU), 9. miejsce (RL) |

### Mistrzostwa świata juniorów
| 2003 Kościelisko (Polska) | 27. miejsce (IN), 37. miejsce (SP), 32. miejsce (PU) |

### Puchar Świata

#### Miejsca w klasyfikacji generalnej
| Sezon     | Miejsce |
| --------- | ------- |
| 2006/2007 | 79.     |
| 2007/2008 | 78.     |
| 2008/2009 | 89.     |
| 2009/2010 | 85.     |
| 2010/2011 | 79.     |